# Chris Perry (zapaśnik)
Chris Perry (ur. 20 stycznia 1990) – amerykański zapaśnik w stylu wolnym. Srebrny medalista mistrzostw panamerykańskich w 2015 i triumfator akademickich MŚ w 2014. Trzeci na MŚ juniorów w 2010 roku. Bratanek Johna Smitha, zapaśnika, złotego medalisty olimpijskiego z 1988 i 1992.
Zawodnik Stillwater Area High School z Oak Park Heights i Oklahoma State University. Trzy razy All-American (2012 – 2014) w NCAA Division I, pierwszy w 2013 i 2014 i trzeci w 2012 roku.